# Шарвит, Эли
Элияху (Эли) Шарвит (англ. Eli Sharvit, ивр. אלי שרביט‎) — израильский военачальник. Командующий ВМС Израиля с 12 сентября 2016 по 2 сентября 2021 года, алуф (вице-адмирал) Армии обороны Израиля.

## Биография
Элияху Шарвит родился в 1966 году. Окончил Израильскую военно-морскую академию. Служил штурманом ракетного корвета. После окончания Школы военно морского командования (ивр. בית הספר לפיקוד ימי‎), служил в должности командира ракетно-артиллерийской боевой части. Позже командиром ракетного катера. В 2002—2004 годах командовал 31-м дивизионом в Шайетет 3. В 2009—2011 годах занимал должность командира Флотилии ракетных катеров. Возглавляемое им подразделение в ночь с 3 на 4 ноября 2009 года принимало участие в захвате судна «Francop»; за участие в этой операции Эли Шарвит был отмечен наградой Генерального штаба Израиля «Борьба с осью зла»
27 ноября 2011 года вступил в должность командира военно-морской-базы Хайфы. В августе 2014 года был назначен главой Управления штаба ВМС.
В декабре 2015 года было принято решение, что тат-алуф (контр-адмирал) Эли Шарвит будет повышен в звании до алуфа (вице-адмирала) и станет командующим ВМС Израиля. К исполнению обязанностей в этой должности Эли Шарвит вступил 12 сентября 2016 года.
2 сентября 2021 года был освобожден от должности командующий ВМС Израиля.
Имеет степень магистра по национальной безопасности Хайфского университета и Национального колледжа обороны.